# Хасе
Хасе (серб. Хасе / Hase) — село в общине Биелина Республики Сербской Боснии и Герцеговины. Население составляет 1036 человек по переписи 2013 года.